# Mătăsari
Mătăsari est une commune roumaine située dans le județ de Gorj.